# Ara i res
Ara i res és el vuitè àlbum d'estudi del grup de pop barceloní Mishima, publicat el 5 de maig de 2017 sota el segell discogràfic The Rest Is Silence i distribuït per Warner. La inspiració de l'àlbum, inclòs el títol, prové d'un poema de Joan Vinyoli, «Tot són preguntes», que de fet apareix musicat a l'àlbum. El líder de la banda David Carabén explicà que és un disc «més figuratiu i despullat» que els anteriors i que està enfocat en la postcrisi dels 40 anys. Pocs dies abans del seu llançament, se'n feu públic el senzill «Qui més estima» en format digital.
Ara i res tengué molt bona rebuda entre el públic i la crítica. Oscar Villalibre en feu una anàlisi positiva a Binaural, lloant la capacitat innovativa del disc i al·legant no veure-hi «símptomes de cansament» tot i ser el seu vuitè. La revista Enderrock l'anomenà el millor àlbum del 2017 i els oients d'iCat el votaren com el millor disc català d'aquell mateix any. Els crítics del diari El Periódico el classificaren com el 10è millor disc nacional del 2017.

## Llista de cançons
| Núm. | Títol                    | Durada |
| ---- | ------------------------ | ------ |
| 1.   | «Una sola manera»        | 4:44   |
| 2.   | «S'haurà de fer de nit»  | 3:49   |
| 3.   | «Qui més estima»         | 3:33   |
| 4.   | «Menteix la primavera»   | 3:46   |
| 5.   | «No hi ha banda»         | 0:47   |
| 6.   | «Posa'm més gin, David!» | 3:10   |
| 7.   | «Jimi»                   | 3:31   |
| 8.   | «L'or»                   | 2:07   |
| 9.   | «Tot són preguntes»      | 2:22   |
| 10.  | «El tobogan»             | 2:19   |
| 11.  | «Hasta que lo miras»     | 3:05   |